# Stradyń
Stradyń (dawn. Stradynek ) – wieś w Polsce położona w województwie wielkopolskim, w powiecie wolsztyńskim, w gminie Wolsztyn.

## Historia
Miejscowość pierwotnie związana była z Wielkopolską. Ma metrykę średniowieczną i istnieje co najmniej od początku XV wieku. Wymieniona w dokumencie zapisanym po łacinie z 1424 Stradyn, Stodyn, 1439 Stradin, 1474 Stradym, 1519 Stradynek, 1529 Stradinek .
W 1466 wieś leżała w powiecie kościańskim Zjednoczonego Królestwa Polskiego. W 1561 przynależała do parafii Kiełbowo .
Miejscowość była wsią szlachecką leżącą w dobrach Kiebłowo. Ze względu na prywatną własność poprzez dziedziczenie, zastawy oraz sprzedaż zmieniali się także jej właściciele. Na przełomie XIII i XIV wieku należały do możnej szlachty herbu Jeleń. W latach 1334–1340 dobra te skonfiskowane zostały przez króla Polski Kazimierza Wielkiego, po czym w 1393 przez króla polskiego Władysława Jagiełłę nadane zostały Nałęczom z Nowego Dworu na Mazowszu .
W 1424 właścicielem wsi był Abraham Kiełbowski. W latach 1466–1474 syn Abrahama również Abraham Kiebłowski zapisał żonie Katarzynie posag i wiano na swych wsiach w tym również na Stradyniu. W 1534 dobra kiebłowskie, w których leżał Stradyń odziedziczyły po połowie Dorota oraz Anna Potulickie. Dziedzicząc je po Dorocie część dób w spadku otrzymał jej syn Andrzej, który sprzedał te dobra 1561 kasztelanowi kamieńskiemu Mikołajowi Łąckiemu. Po drugiej dziedziczce Annie Potulickaiej dobra odziedziczyła córka Katarzyna. W 1549 Dorota Potulicka żona Wacława z Kalinowy sprzedała Rafałowi Leszczyńskiemu z zastrzeżeniem prawa odkupu miasto Kiebłowo wraz z okolicznymi wsiami w tym ze Stradyniem .
W 1561 odnotowano pobór podatków z części dóbr należących do kasztelana kamieńskiego Mikołaja Łąckiego od stradyńskich zagrodników. W 1566 miał miejsce pobór z działu Marcina Herburta od 6 zagrodników z rolami, a z działu Mikołaja Łąckiego pobrano podatki od 6 zagrodników. W 1581 odnotowano pobór od 11 zagrodników .
Po II rozbiorze Polski wieś znalazła się w zaborze pruskim. W okresie Wielkiego Księstwa Poznańskiego (1815-1848) miejscowość wzmiankowana jako Stradyń należała do wsi większych w ówczesnym powiecie babimojskim rejencji poznańskiej. Stradyń należał do wolsztyńskiego okręgu policyjnego tego powiatu i stanowił część majątku Dąbrowa, który należał do Macieja Mielżyńskiego. Według spisu urzędowego z 1837 roku Stradyń liczył 160 mieszkańców, którzy zamieszkiwali 8 dymów (domostw).
W latach 1975–1998 miejscowość administracyjnie należała do województwa zielonogórskiego.